# Uhler
Uhler település Németországban, Rajna-vidék-Pfalz tartományban. Lakosainak száma 349 fő (2023. december 31.). Uhler Kastellaun és Bell községekkel határos.

## Népesség
A település népességének változása:
| Lakosok száma | 360  | 350  | 346  | 342  | 349  |
|               | 2017 | 2019 | 2021 | 2022 | 2023 |